# Comme des Garçons

Comme des Garçons logo

Comme des Garçons är ett japanskt designmärke som grundades 1973 av Rei Kawakubo med en avantgardistisk stil på kläderna som var ny för världen. Deras chefsdesigner Rei Kawakubo gjorde 2008 en kollektion för H&M.